# رودولف أوتو
رودولف أوتو (25 أيلول / سبتمبر 1869 – 6 آذار/ مارس 1937) لاهوتي، وفيلسوف، ومقارن أديان ألماني لوثري لامع. يعتبر أحد أكثر علماء الدين تأثيرًا في أوائل القرن العشرين. اشتهر بنشره مفهوم نومينوس numinous (الظواهر الإلهية الخارقة) وهي تجربة عاطفية عميقة يقول إنها موجودة في صميم ديانات العالم.

## وصلات خارجية
- رودولف أوتو على موقع الموسوعة البريطانية (الإنجليزية)

1. ↑  Encyclopædia Britannica | Rudolf Otto (بالإنجليزية), QID:Q5375741
2. ↑  Babelio | Rudolf Otto (بالفرنسية), QID:Q2877812
3. 1 2  Brockhaus Enzyklopädie | Rudolf Otto (بالألمانية), OL:19088695W, QID:Q237227
4. ↑  Internet Philosophy Ontology project | Rudolf Otto (بالإنجليزية), QID:Q6023365